# Hôtel Bayerischer Hof (Dresde)

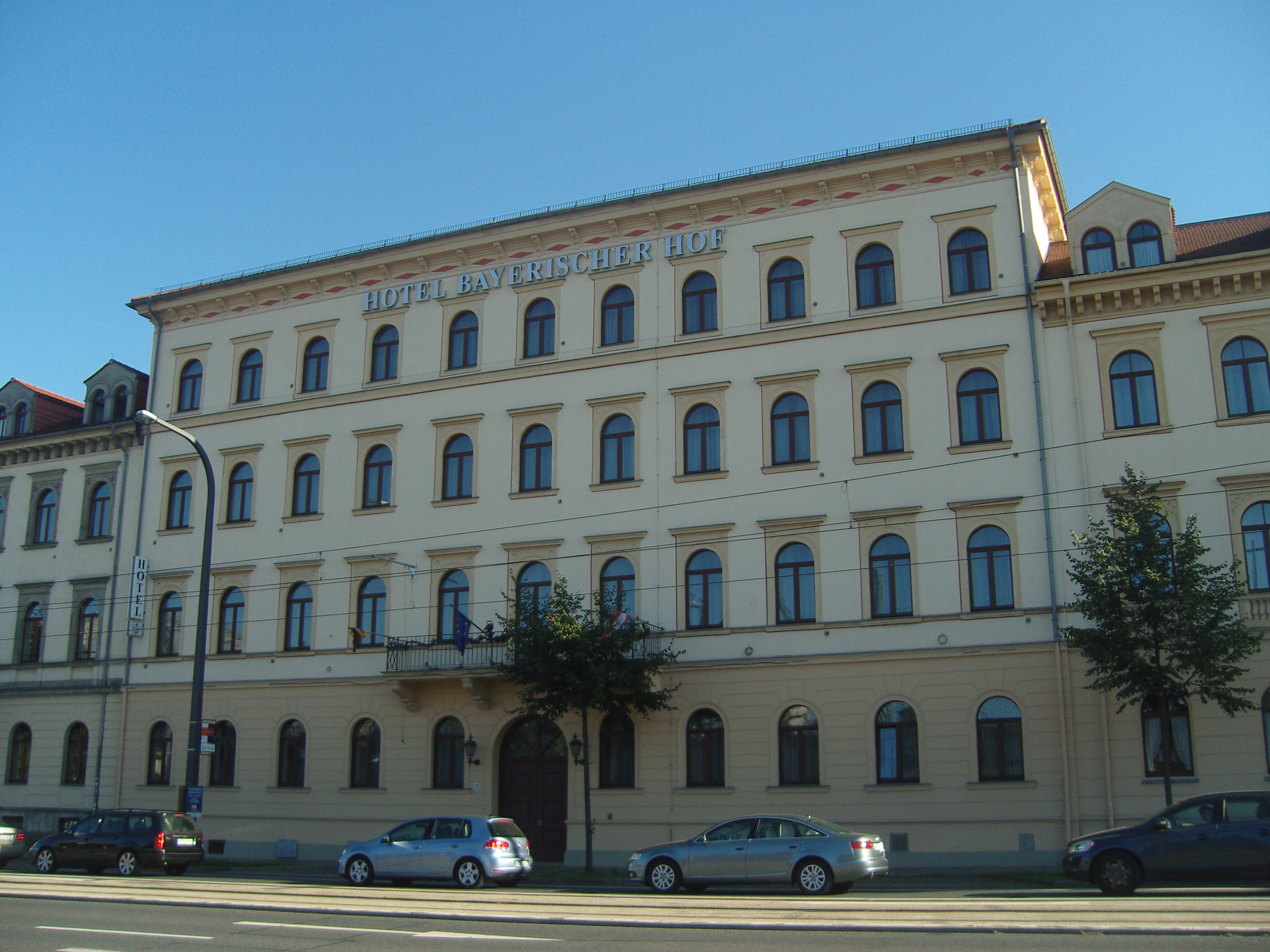
Bâtiment principal

 (août 2020).
L'Hôtel Bayerischer Hof Dresden est un hôtel quatre étoiles à la gestion familiale situé à Dresde. 

## Hôtel
L'hôtel est situé au 33 Antonstrasse dans l'ouest de la Neustadt. La gare de Dresde-Neustadt est à 200 mètres au nord en face. L'hôtel dispose de 56 chambres et suites . 

## Histoire
La maison patricienne a été construite en 1855, il s'agit d'un bâtiment classé. La gare de Dresde-Neustadt en face a été construite en 1901. 
Après la réunification allemande, la maison a été entièrement rénovée de 1992 au début de 1994. Karl Steinhauser a dirigé l'hôtel de 1994 à 2015, puis en avril 2015, il a cédé les rênes à sa fille Carolin Steinhauser . 

## Source de traduction
- (de) Cet article est partiellement ou en totalité issu de l’article de Wikipédia en allemand intitulé « Hotel Bayerischer Hof Dresden » (voir la liste des auteurs).